# Marcelo Meli
César Marcelo Meli (ur. 20 czerwca 1992 w Salto) – argentyński piłkarz występujący na pozycji środkowego pomocnika, od 2024 roku zawodnik ekwadorskiego Emelecu.